# 존 폴슨 (기업가)
존 폴슨(John Paulson, 본명: 존 앨프리드 폴슨, John Alfred Paulson, 1955년 12월 14일 ~ )은 미국의 억만장자 헤지펀드 매니저이다. 1994년 자신이 설립한 뉴욕 기반 투자 관리 회사인 폴슨 앤 코퍼레이션(Paulson & Co.)을 이끌고 있다. 그는 "고급 금융계에서 가장 유명한 이름 중 하나", "월스트리트 역사상 가장 큰 재산을 모은 사람", '헤지펀드 사기꾼'으로 호칭된다.
폴슨의 명성과 재산은 2007년에 거의 40억 달러를 벌어들이고 미국 서브프라임 모기지 대출 시장에 효과적으로 베팅하기 위해 신용불이행스왑을 사용함으로써 "무명 자금 관리자에서 금융계의 전설로" 변모하면서 이루어졌다. 2010년 폴슨은 49억 달러를 벌었다. 포브스 실시간 추적기는 2023년 1월 기준 그의 순자산을 30억 달러로 추산했다.

## 같이 보기
- 빅 숏, 빅쇼트